# Liste der Naturdenkmale in Steiningen
Die Liste der Naturdenkmale in Steiningen nennt die im Gemeindegebiet von Steiningen ausgewiesenen Naturdenkmale (Stand 4. Juni 2024).

## Naturdenkmale
| Nr.         | Bezeichnung      | Lage                                        | Beschreibung                                  | Bild                                    |
| ----------- | ---------------- | ------------------------------------------- | --------------------------------------------- | --------------------------------------- |
| ND-7233-129 | Hülsermannseiche | nördlich des Ortes; Abteilung Langheck Lage | Quercus robur, um 1770 gekeimt, ca. 20 m hoch | Direkt Bild zu diesem Denkmal hochladen |